# Hersilia incompta
Hersilia incompta là một loài nhện trong họ Hersiliidae.
Loài này thuộc chi Hersilia. Hersilia incompta được miêu tả năm 1971 bởi P. L. G. Benoit.